# گنتسانو دی روما
گنتسانو دی روما (به ایتالیایی: Genzano di Roma) یک کومونه در ایتالیا است که در استان رم واقع شده‌است.

## خصوصیات
گنتسانو دی روما ۱۸ کیلومترمربع مساحت و ۲۳٬۱۲۲ نفر جمعیت دارد و ۴۳۵ متر بالاتر از سطح دریا واقع شده‌است.

## خواهرخوانده
شهرهای Merseburg، شتیون، او-دو-سن، Mokotów و Aubière خواهرخوانده‌های گنتسانو دی روما هستند.